# Eldstorm (film)
Eldstorm (originaltitel: Backdraft) är en amerikansk actionfilm från 1991, regisserad av Ron Howard.

## Handling
En pyroman har satt skräck i Chicagos invånare. Mystiska bränder med ett ovanligt förlopp, så kallade rökgasexplosioner (eldstormar), dyker upp på olika ställen i staden. Två brandmän i Chicago Fire Department, bröderna McCaffrey (Kurt Russell) och (William Baldwin) vars far för många år sedan omkom i en eldstorm, måste tillsammans med sina medarbetare kämpa mot både tiden och den korrupte politikern med ansvar för brandkåren som gör arbetet svårare att stoppa pyromanen och hans våldsamma bränder.

## Om filmen
- Eldstorm är den första filmen som använder dataanimerad eld.
- Eldstorms intäkter blev runt 150 miljoner dollar. Ingen film som handlar om brandmän har spelat in mer pengar.
- Filmen nominerades till tre Oscars, för bästa ljud (Gary Summers, Randy Thom, Gary Rydstrom och Glenn Williams), bästa ljudredigering (Gary Rydstrom och Richard Hymns) och bästa specialeffekter (Mikael Salomon, Allen Hall, Clay Pinney och Scott Farrar), men fick i alla tre kategorier se sig slagen av Terminator 2 - Domedagen.

## Rollista
| Kurt Russell         | – Stephen 'Bull' McCaffrey / Dennis McCaffrey |
| William Baldwin      | – Brian McCaffrey                             |
| Robert De Niro       | – Donald 'Shadow' Rimgale                     |
| Donald Sutherland    | – Ronald Bartel                               |
| Jennifer Jason Leigh | – Jennifer Vaitkus                            |
| Scott Glenn          | – John 'Axe' Adcox                            |
| Rebecca De Mornay    | – Helen McCaffrey                             |
| J.T. Walsh           | – Alderman Marty Swayzak                      |